# Kanton Delme
Kanton Delme (fr. Canton de Delme) byl francouzský kanton v departementu Moselle v regionu Lotrinsko. Tvořilo ho 35 obcí. Zrušen byl po reformě kantonů 2014.

## Obce kantonu
- Ajoncourt
- Alaincourt-la-Côte
- Aulnois-sur-Seille
- Bacourt
- Baudrecourt
- Bréhain
- Château-Bréhain
- Chenois
- Chicourt
- Craincourt
- Delme
- Donjeux
- Fonteny
- Fossieux
- Frémery
- Hannocourt
- Jallaucourt
- Juville
- Laneuveville-en-Saulnois
- Lemoncourt
- Lesse
- Liocourt
- Lucy
- Malaucourt-sur-Seille
- Marthille
- Morville-sur-Nied
- Oriocourt
- Oron
- Prévocourt
- Puzieux
- Saint-Epvre
- Tincry
- Villers-sur-Nied
- Viviers
- Xocourt